# 十橫斑擬鱸
十橫斑擬鱸，又稱十橫斑虎鱚，俗名海狗甘仔、舉目魚、沙鱸，為輻鰭魚綱鱸形目鱷鱚亞目虎鱚科的一個種。

## 分布
本魚分布於西北太平洋區，包括日本、韓國和台灣海峡附近海域。

## 深度
水深10-15公尺。

## 特徵
本魚體近圓柱形，被小型櫛鱗或圓鱗。腭骨無齒，背鰭具有硬棘4枚，體呈黃色，有12條淡褐色橫帶，尾鰭有6條淡褐色橫條紋，體長可達15公分。

## 生態
本魚棲息在礁岩區邊緣的碎石地或沙地，屬於底棲性肉食魚類，以小型無脊椎動物和小魚為食。

## 經濟利用
可食用，適合油炸，但多以下雜魚處理。